# Cheor-in wanghu
Cheor-in wanghu (철인왕후?, lett. "Regina Cheorin"; titolo internazionale Mr. Queen) è una serie televisiva sudcoreana trasmessa su tvN dal 12 dicembre 2020 al 14 febbraio 2021.

## Trama
Nell'era moderna, Jang Bong-hwan è uno chef che lavora per i migliori politici del paese alla Casa Blu. Ha uno spirito libero, ma un giorno si ritrova nel corpo della regina Cheorin nel periodo Joseon. Re Cheoljong, il monarca regnante, è una persona gentile e accomodante, tuttavia, è re solo di nome: la regina Sunwon, la moglie del defunto re Sunjo, esercita il vero potere nel paese e lo ha relegato a una figura di spicco. Anche il suo ambizioso fratello minore, Kim Jwa-geun, desidera il potere. La regina Cheorin scopre presto che re Cheoljong non è quello che sembra e che ha un lato oscuro e sospetto in lui.